# Recht zur Selbstverteidigung
Das Recht zur Selbstverteidigung ist in Artikel 51 der Charta der Vereinten Nationen festgelegt und stellt eine Ausnahme vom Gewaltverbot dar. Es gibt jedem Mitgliedstaat das Selbstverteidigungsrecht gegen einen bewaffneten Angriff.

## Vertragsrechtliche Grundlage
„Diese Charta beeinträchtigt im Falle eines bewaffneten Angriffs gegen ein Mitglied der Vereinten Nationen keineswegs das naturgegebene Recht zur individuellen oder kollektiven Selbstverteidigung, bis der Sicherheitsrat die zur Wahrung des Weltfriedens und der internationalen Sicherheit erforderlichen
Maßnahmen getroffen hat. Maßnahmen, die ein Mitglied in Ausübung dieses Selbstverteidigungsrechts trifft, sind dem Sicherheitsrat sofort anzuzeigen; sie berühren in keiner Weise dessen auf dieser Charta beruhende Befugnis und Pflicht, jederzeit die Maßnahmen zu treffen, die er zur Wahrung oder Wiederherstellung des Weltfriedens und der internationalen Sicherheit für erforderlich hält.“

Das Selbstverteidigungsrecht soll demnach nur den zeitlichen Verzögerungen Rechnung tragen, mit welchen der UN-Sicherheitsrat aktiviert werden kann und zu einer Entscheidung nach Kapitel VII der Charta der Vereinten Nationen über Maßnahmen bei Bedrohung oder Bruch des Friedens und bei Angriffshandlungen gelangt. Mitgliedstaaten und Sicherheitsrat stehen also bei der Wahrung der internationalen Sicherheit nicht gleichberechtigt nebeneinander. Es liegt keine konkurrierende Handlungsbefugnis vor, sondern dem Sicherheitsrat kommt der Vorrang zu.
Das Selbstverteidigungsrecht eines angegriffenen Staates kann auch kollektiv ausgeübt werden, d. h. im Verbund mit anderen Staaten, die dem angegriffenen Staat Nothilfe leisten. Dabei ist es unerheblich, ob zwischen diesen Staaten zum Zeitpunkt des Beginns der Angriffshandlung ein formelles Verteidigungsbündnis besteht oder diese Nothilfe nach Beginn des Angriffs spontan erfolgt. Zu den völkerrechtlichen Verträgen, die sich auf Artikel 51 der Charta beziehen, gehören der Nordatlantikvertrag (NATO), der 1991 aufgelöste Warschauer Pakt, der Bogotá-Pakt von 1948 und der EU-Vertrag.

## Voraussetzungen
Ein Staat kann ungeachtet des Vorrangs des UN-Sicherheitsrats das Recht auf Selbstverteidigung so lange für sich in Anspruch nehmen, wie die Angriffshandlungen des Aggressors gegen ihn andauern. Rache und Vergeltung sind nicht zulässig. Es endet, sobald „der Sicherheitsrat die zur Wahrung des Weltfriedens und der internationalen Sicherheit erforderlichen Maßnahmen getroffen hat“. Es erlischt, sobald die Angriffshandlungen und die Gefahr ihrer Wiederaufnahme endgültig beendet sind und somit der gegenwärtige Charakter des bewaffneten Angriffs nicht mehr gegeben ist.
Darüber hinaus muss der bewaffnete Angriff einem oder mehreren Staaten zugerechnet werden können. Dieses Recht gilt grundsätzlich auch bei Angriffen von nichtstaatlichen Organisationen. Das ergibt sich aus den Resolutionen des UN-Sicherheitsrats 1368 und 1373 als Folge der Terroranschläge am 11. September 2001 in den Vereinigten Staaten von Amerika.
In welchen Fällen nicht-staatliche Akteure (etwa Milizen oder terroristische Gruppierungen) auch außerhalb der eigenen Staatsgrenzen im Rahmen des Selbstverteidigungrechts bekämpft werden dürfen, ist bislang nicht klar als Gewohnheitsrecht etabliert. Zunächst muss die Schwelle eines „Angriffs“ im Sinne des Völkerrechts überschritten sein. Falls der Staat, von dem Terroristen angreifen, weder bereit noch fähig ist, diese zu bekämpfen, wird dies zunehmend als Rechtfertigung für eigene Angriffe gewertet – entgegen dem allgemeinen Gewaltverbot. Dazu gibt es eine Staatenpraxis insbesondere von den USA, Großbritannien, Frankreich und Israel. Völkerrechtliche Bewertungen durch den wissenschaftlichen Dienst des Bundestages liegen unter anderem für die Terroranschläge 2015 in Paris, die Türkische Militäroffensive in Nordsyrien 2019, die Tötung von Soleimani 2020 und die US-Angriffe 2023 außerhalb der Combined Joint Task Force vor.
Der Gaza-Konflikt unterscheidet sich von einem „klassischen“ zwischenstaatlichen Kriegsszenario vor allem mit Blick auf die nicht-staatliche Konfliktpartei Hamas, die vom Territorium eines von Israel wirtschaftlich und politisch weitgehend abhängigen Gebietes aus agiert. Die im Zusammenhang mit dem Gaza-Konflikt auftretenden Rechtsfragen des ius ad bellum bedürften insoweit einer dogmatischen Schärfung des Selbstverteidigungsrechts gegenüber nicht-staatlichen Akteuren im Kontext eines besatzungsrechtlich geprägten Konflikts.

## Beispiele
- Am 6. August 1990 erkannte die Resolution 661 des UN-Sicherheitsrates das Recht Kuwaits zur Selbstverteidigung nach Artikel 51 an.
- Am 12. September 2001 hatte der NATO-Rat beschlossen, dass die Terroranschläge am 11. September 2001 einen Angriff auf die Vereinigten Staaten im Sinne der UN-Charta Artikel 51 darstellen und somit der Bündnisfall der NATO eingetreten war. Diese Position wurde später aber von verschiedenen Seiten bezweifelt, da der Terroranschlag vom 11. September keine kriegerische Handlung eines Staates war.[13]
- Die UN-Vollversammlung missbilligte die militärische Aggression Russlands gegen die Ukraine ab 24. Februar 2022 als Verstoß gegen das Gewaltverbot der UN-Charta und bestätigt damit das Selbstverteidigungsrecht der Ukraine gemäß Art. 51 UN-Charta. Eine historisch große Mehrheit von 141 der 181 abstimmenden Mitgliedsstaaten stimmten am 2. März 2022 in New York für eine entsprechende Resolution; nur 5 Länder votierten dagegen (Belarus, Eritrea, Nordkorea, Russland, Syrien), 35 enthielten sich (u. a. China, nicht aber Serbien).[14][15] Zuvor hatte Russland erfolglos versucht, sich zur Rechtfertigung seines Angriffs selbst auf Art. 51 der UN-Charta zu berufen.[16]